# Antigone vipio
La grulla cuelliblanca (Antigone vipio) es una especie de ave gruiforme de la familia Gruidae que vive en el este de Asia.

## Descripción

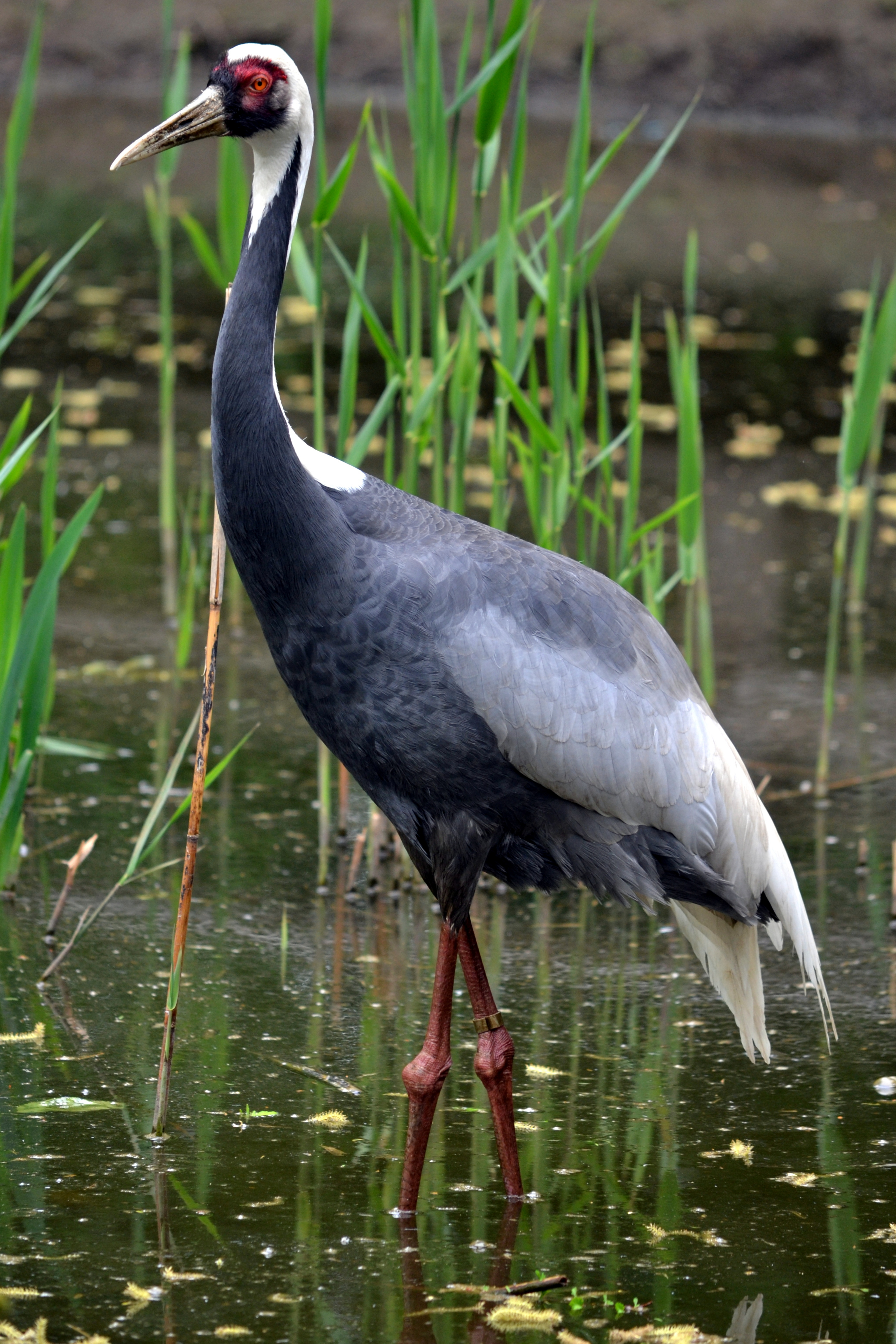

La grulla cuelliblanca mide entre 112–125 cm de largo, y aproximadamente 130 cm de altura, con un peso de unos 5,6 kg. El plumaje de su cuerpo es principalmente gris, que se difumina hasta el blanco en las alas. Presenta una larga lista blanca que recorre toda la parte posterior del cuello, incluyendo el píleo y el inicio de la espalda. También presenta un triángulo invertido blanco en la garganta, que enmarca al plumaje negruzco de su rostro que rodea a una carúncula roja alrededor de sus ojos. Sus largas patas también son rojizas.
Se alimenta principalmente de insectos, semillas, raíces, y otras materias vegetales y pequeños animales.

## Distribución y hábitat
La grulla cuelliblanca cría en el noreste de Mongolia, noreste de China, y las zonas adyacentes del extremo suroriental de Rusia. Las distintas poblaciones emigran al sur para pasar el invierno alrededor del río Yangtze, la península de Corea y la isla de Kyūshū el sur de Japón. Algunos divagantes llegan hasta Kazajistán y Taiwán. 

## Estado de conservación
Quedan entre 4.900 y 5.400 individuos en la naturaleza. Debido a la continua pérdida de hábitat y el exceso de caza la grulla cuelliblanca está considerada una especie vulnerable en la lista roja de la UICN. Y se clasifica en el apéndice I y II del CITES.

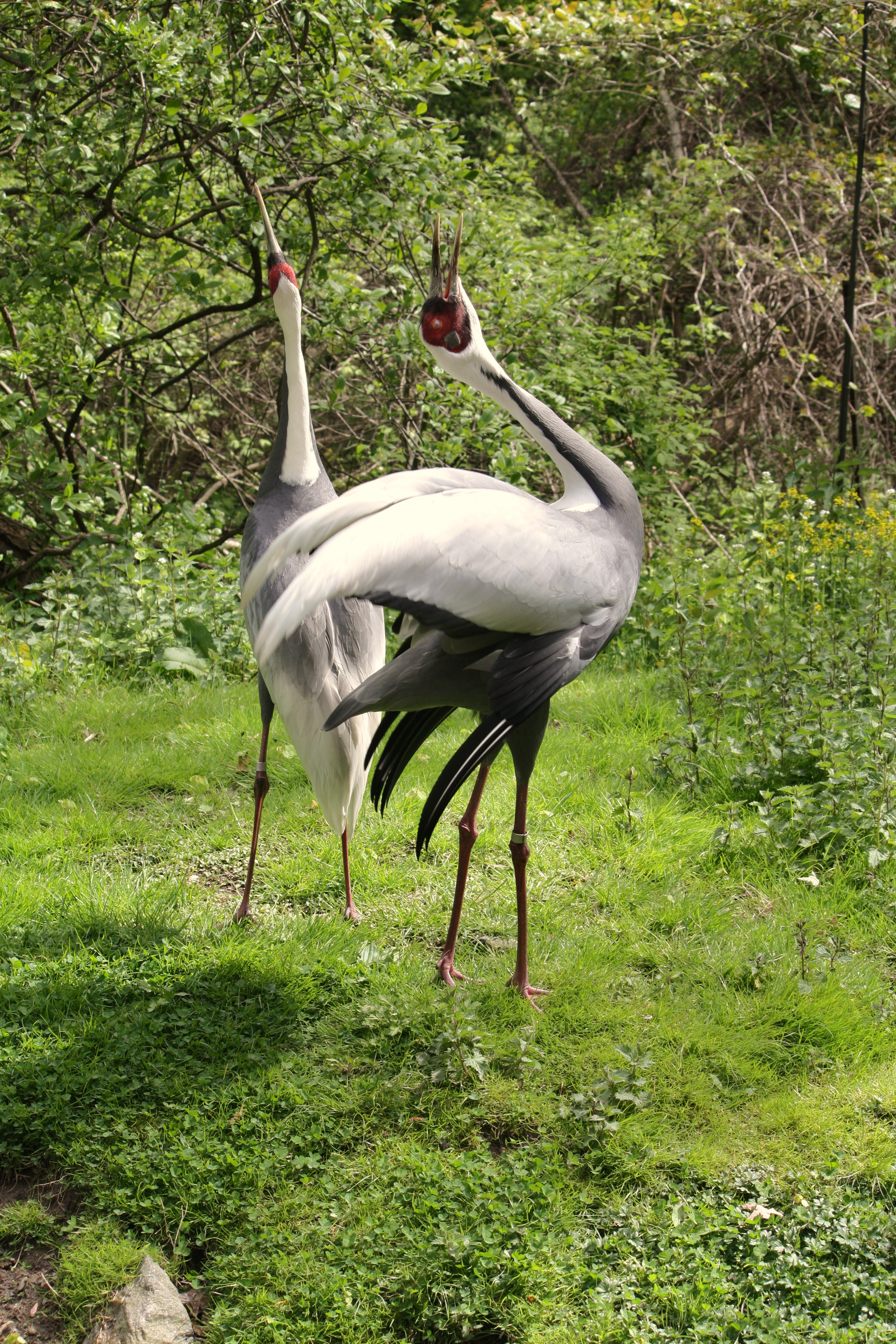
Un par acoplado que realiza una " llamada al unísono", que fortalece el enlace de par y proporciona una advertencia territorial a otras grullas
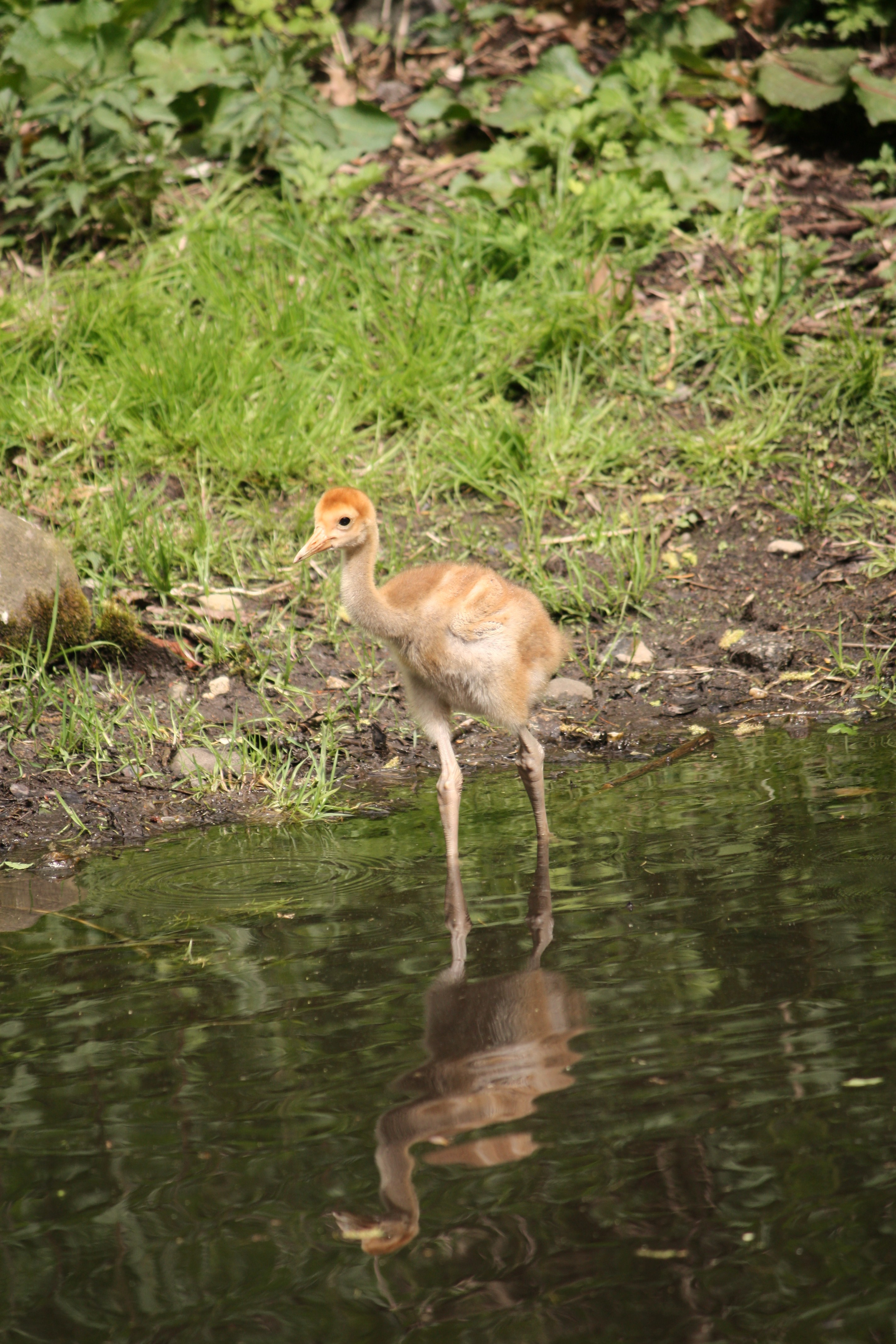
Juvenil
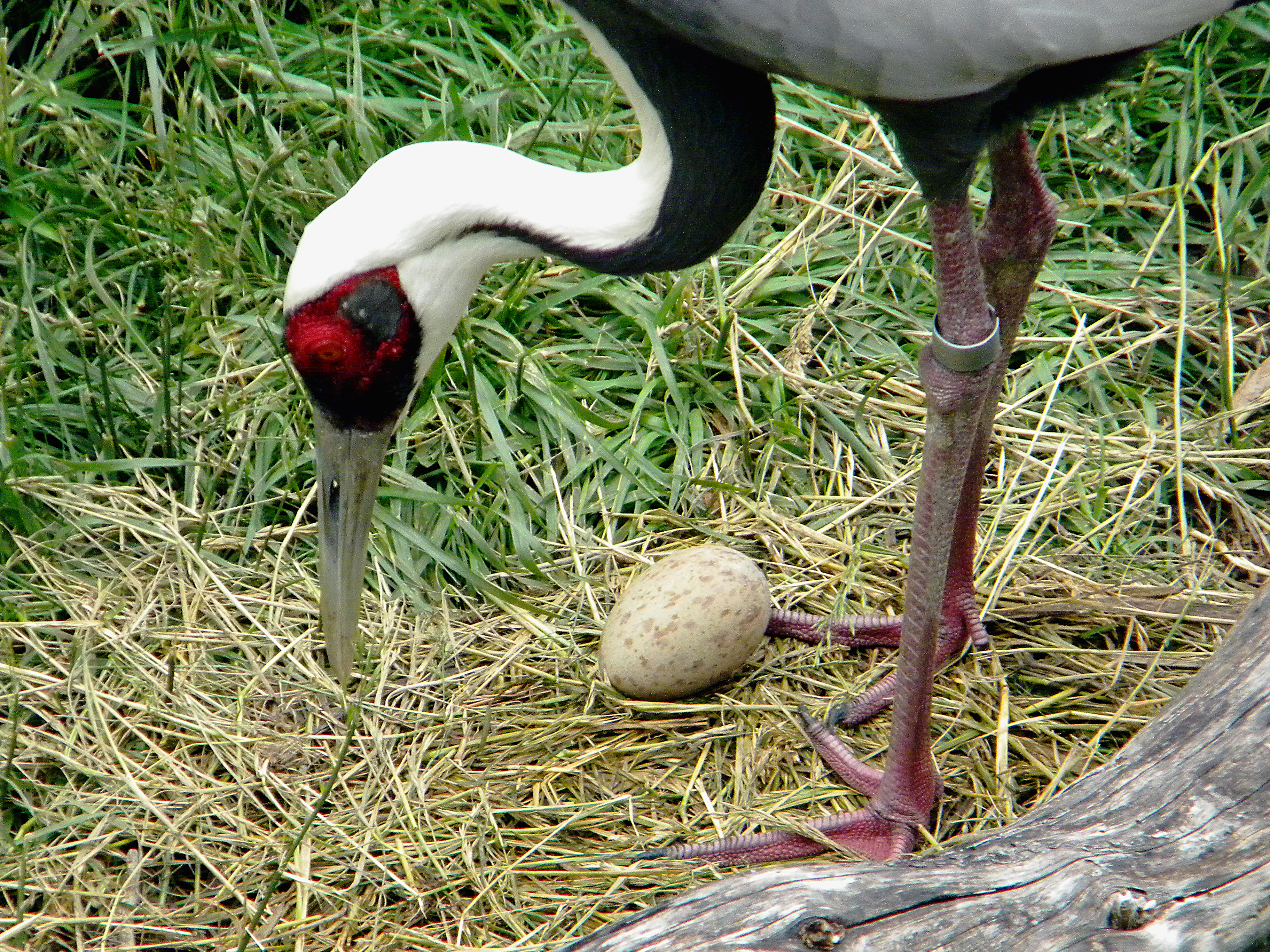
Adulto y un huevo
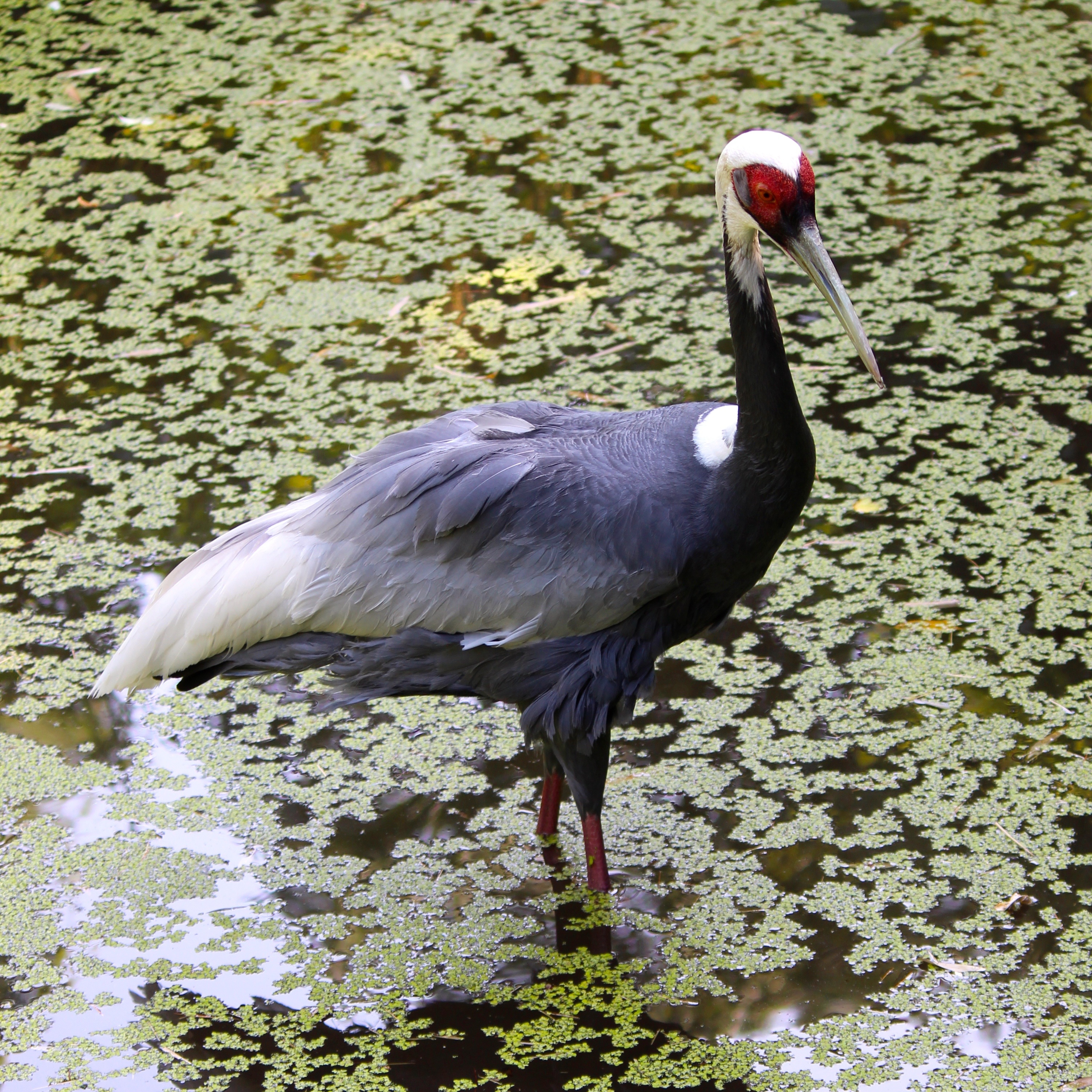
Grulla cuelliblanca en el Zoo de Bronx en Nueva York
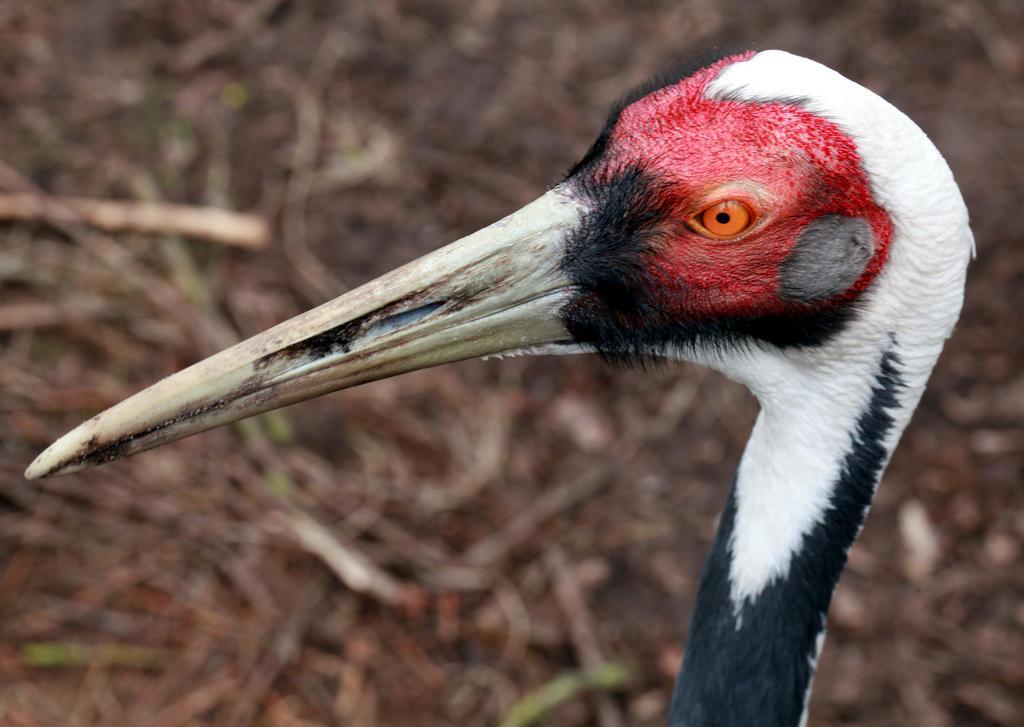
cabeza
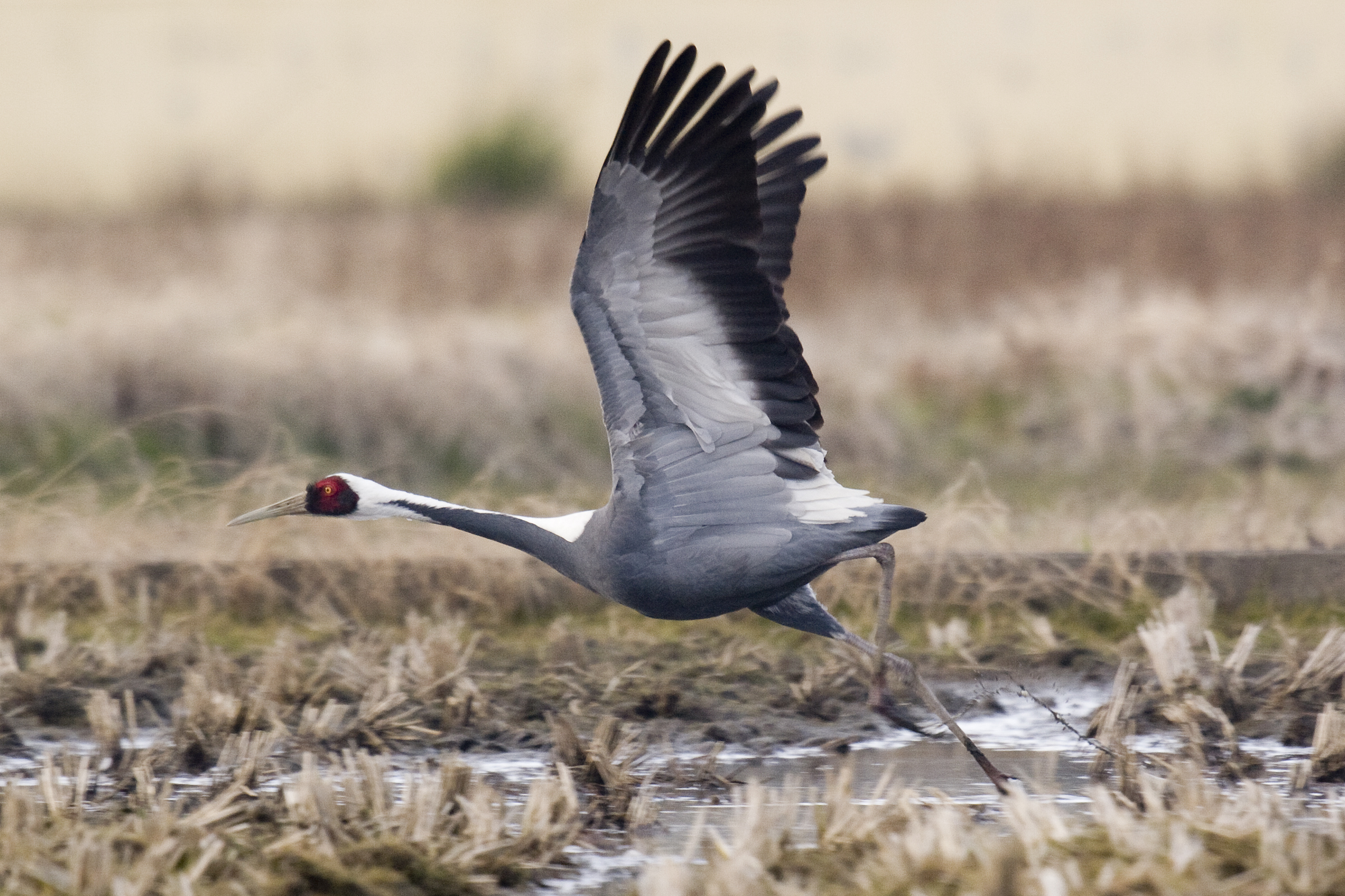
Grulla cuelliblanca